# Ragnar Lundberg (ämbetsman)
Nils Ragnar Wilhelm Lundberg, född 27 juli 1905 i Kristianstads församling i Kristianstads län, död 2 juni 1998 i Oscars församling i Stockholm, var en svensk jurist och ämbetsman.

## Biografi
Lundberg avlade studentexamen i Falun 1924, varefter han avlade juris kandidatexamen vid Stockholms högskola 1928 och gjorde tingstjänstgöring i Falu domsaga 1928–1931. Han anställdes vid Kommunikationsdepartementet 1932, var tillförordnad fiskal vid Svea hovrätt 1933 samt utnämndes till sekreterare i Ångermanlands norra domsaga 1934 och adjungerad ledamot av hovrätten 1936. Han var assessor i hovrätten 1939–1946 och hovrättsråd där 1946–1949. Åren 1941–1949 tjänstgjorde han i Försvarsdepartementet: som byråchef 1941–1947 och som statssekreterare 1947–1949. Lundberg var generaldirektör och chef för Försvarets civilförvaltning 1949–1968.
Lundberg var notarie i sammansatta Andra lagutskottet och Jordbruksutskottet 1932, notarie med sekreteraregöromål i Försvarsutskottet 1936 och i Andra lagutskottet 1937 och 1938, sekreterare i Andra lagutskottet 1939 och 1940 samt sekreterare i Försvarsutskottet 1943. Han var biträde i Försvarsdepartementet 1935–1936, sekreterare i 1940 års förhandlingskommission, sekreterare i 1940 och 1941 års försvarsutredningar 1940–1941, ledamot av Försvarsförvaltningens organisationsnämnd 1943, ledamot av Utredningen angående försvarets byggnadsförvaltning 1944–1945, generalsekreterare i 1945 års försvarskommitté 1945–1947, expert i svenska delegationen till Skandinaviska försvarskommittén 1948–1949, ordförande i Försvarets personalbehandlingsutredning 1949–1952, ordförande i Försvarets fiskeskyddsutredning 1958–1963, ledamot av besvärssakkunniga 1958–1964, sakkunnig inom rekvisitions- och förfogandelagstiftning 1967–1975, ledamot av styrelsen för Försvarets materielverk 1968–1974, ordförande i personaldelegationen för försvarets centrala materielförvaltning 1968, ordförande för militärsjukvårdens ledning 1969, sakkunnig inom befordringsförfarandet inom krigsmakten 1968–1974, ordförande i Ansvarsskadeprövningsnämnden 1968–1977 och ledamot av styrelsen för Stockholms borgarskap 1966–1971. Han svarade för utgivningen av försvarsdelen av Svensk lagsamling 1954.
Lundberg invaldes som ledamot av Krigsvetenskapsakademien 1951 och var akademiens andre styresman 1966–1973.
Ragnar Lundberg var son till bankdirektör Fredrik Lundberg och Kerstin Sundelius. Han var gift två gånger: första gången 1936–1939 med Gabriele Kesztler och andra gången från 1942 med Alice Bellander, född Christensson.

### Utmärkelser
- Riddare av Nordstjärneorden, 1944.[8]
- Kommendör av andra klassen av Nordstjärneorden, 1948.[9]
- Kommendör av första klassen av Nordstjärneorden, 1951.[10]
- Kommendör med stora korset av Nordstjärneorden, 1961.[11]